# 湖北江陵凤凰山汉墓男尸

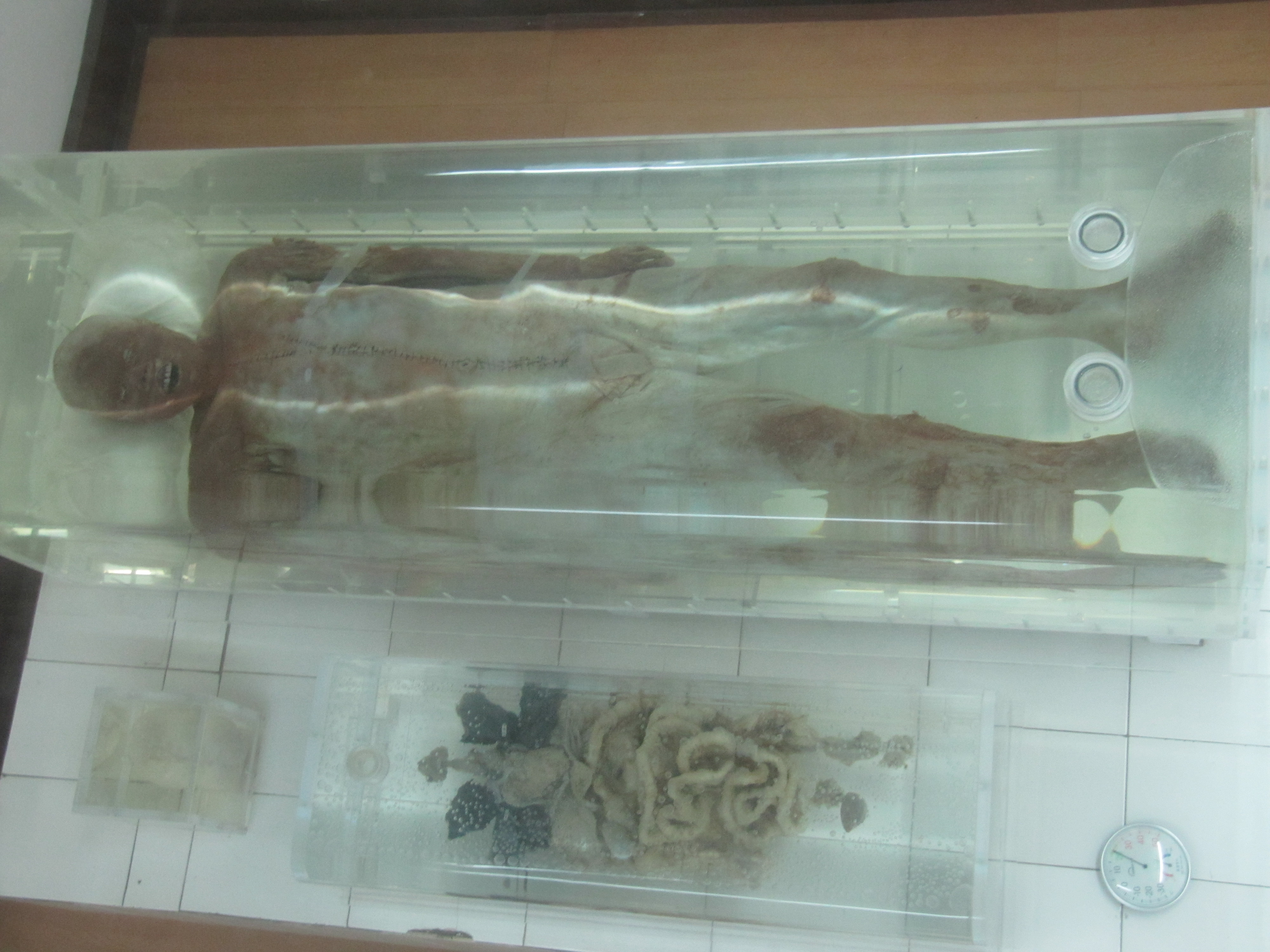
湖北江陵凤凰山汉墓男尸

湖北江陵凤凰山汉墓男尸是1975年在中華人民共和國湖北省荆州市凤凰山168号西汉墓發掘出土的一具西漢早期的男性尸體，古尸名为“遂”，下葬於漢文帝十三年（公元前167年）。

## 發掘
1975年2月10日，中国人民解放军2460部队七中队要在荆州城北纪南城凤凰山建立雷达阵地，需占地5000平方米，涉及地下古墓葬36个。江陵县革命委员会向上级请示。国家文物事业管理局3月27日批复湖北省革命委员会，要求在兴建雷达站之前，先将墓葬进行发掘。4月下旬，湖北省博物馆、荆州博物馆等单位開始對凤凰山168号墓進行发掘。墓葬为竖穴土坑墓，葬具为一椁二棺，椁室分为头厢、边厢和棺室三部分。6月8日，棺材被打開，裡面有一具男性古尸。6月9日，医务人员对古尸进行了X线摄片和解剖。
同時墓葬出土了竹牍“告地书”、笔、墨、天平衡杆以及漆器、铜器、陶器、竹器、丝麻织物、木俑等五百余件文物。另外在尸體的口腔內還發現一枚印章，上刻篆体“遂”。根据墓中出土的竹牍以及結合印章，古尸名為“遂”，江陵西乡市阳里人，爵位为五大夫，死亡年龄约60岁，下葬时间为汉文帝十三年五月庚辰（公元前167年6月10日）。
男尸出土後在荆州博物馆展出。

## 尸體保存狀況
出土时古尸浸泡在棺液中，全身赤裸，外形基本完整，身长1.66米，体重52.5公斤。血型为AB型。皮肤、肌肉等软组织均有弹性，四肢大小关节亦可活动，面部和四肢被棺液染成绛红色，胸部和腹部呈白色，间有绿色。男尸尸體內部和體表發現大量細菌芽孢，古尸表皮消失，真皮裸露。皮下胶原纤维保存良好。皮膚在尸體前額正中和膝蓋部分略有缺損。古尸全身的毛发和指甲已消失，甲床尚存。无脱肛现象。体内的蛋白质、脂肪、糖类等有不同程度的保存。口微张，舌上卷，32颗牙齿齐全且牢固，鼻道畅通，中下鼻颊完整，鼻毛消失。两耳有耳垢，左耳鼓膜保存完好，眼球体完整，兩眼球稍脫出於眼裂外，角膜消失，鞏膜完整。脑壳完整，脑膜血管清晰，脑髓占颅腔五分之四，重970克，12对脑神经基本能辨认。内脏器官齐全，在内脏里发现有血吸虫、人鞭虫、绦虫和华支睾吸虫等寄生虫卵。古尸肾脏外观保存较好，呈深棕色，柔软，但厚度较正常人为薄。而肾内各种管道上皮组织保存较差,除少数肾小管保留有上皮带外，其余肾小管和肾小体只有上皮残骸。肝脏外形清楚，胆囊很大，内有200多颗结石。直肠有粪便。骨骼正常，古尸的气管软骨保存程度较好，软骨陷窝内可见到软骨细胞，有些软骨细胞核轮廓清楚，但核的微细结构模糊，核仁不能分辨。輸尿管和膀胱保持完整形態，兩側睪丸在陰囊外可以觸知，但均已變扁。睪丸白膜保存完好，曲精細管輪廓清楚，生精小管的上皮只有不完整的殘骸以及固縮細胞核。陰阜的皮下脂肪墊以及陰毛均消失。古尸有包莖現象。
男尸生前曾患有胆囊炎、胆石症、胸膜炎等疾病。死因為慢性胃潰瘍並發穿孔，導致瀰漫性腹膜炎合併全身廣泛出血致死。

## 另見
- 辛追
- 凌惠平

## 外部連結
- 央视网视频 > 探索·发现 > 《探索发现》 20191014 凤凰山西汉古墓发掘记（一）（页面存档备份，存于）
- 央视网视频 > 探索·发现 > 《探索发现》 20191015 凤凰山西汉古墓发掘记（二）（页面存档备份，存于）
- 央视网视频 > 探索·发现 > 《探索发现》 20191016 凤凰山西汉古墓发掘记（三）（页面存档备份，存于）
- 央视网视频 > 探索·发现 > 《探索发现》 20191017 凤凰山西汉古墓发掘记（四）（页面存档备份，存于）